# Eric Edgar Cooke
Eric Edgar Cooke (Perth, 1931. február 25. – Fremantle, 1964. október 26.) ausztrál sorozatgyilkos és az utolsó ember, akit felakasztottak Nyugat-Ausztráliában. 1963-ban válogatás nélkül megtámadott húsz embert és megölt nyolcat. 1963. november 28-án a perth-i legfelsőbb bíróság halálra ítélte és 1964. október 26-án kivégezték a fremantle-i börtönben.
Cooke nyúlszájjal született és gyerekkorában sokat bántották. Amikor felnőtt, megnősült és hét gyereket nemzett, valamint teljesen normálisnak tűnt.
Véletlenszerűen gyilkolt. Megesett, hogy bekopogtatott valahova, majd ajtónyitás után lelőtte az illetőt, de az utcán átszaladó emberekre is rálőtt. Amikor megtalálták a John Lindsay Sturkey meggyilkolásához használt fegyvert nála, sikerült bíróság elé állítani, ahol el is ítélték.
Két másik ausztrált elítélték olyan tettek miatt, amelyet később Cooke-nak tulajdonítottak.
- Darryl Beamish süketnéma, akit egy gazdag Melbourne-i nő megölése miatt ítéltek el 1959-ben. 15 évet töltött börtönben Cooke 1963-as beismerő vallomása ellenére is.
- John Button, akit 10 évre ítéltek barátnője meggyilkolása miatt. 2002-ben megsemmisítették az ítéletet, mivel kiderült, hogy Cooke volt a gyilkos.

Egyik beceneve "The Nedlands Monster" ("A nedlands-i szörny") volt, Perth azon külvárosáról, ahol megölték Sturkeyt. Nevezték még The Night Caller-nek ("Az éjszakai látogató") is.
Robert Drewe ausztrál regényíró Shark Net című félig fiktív önéletrajzában is feltűnik Cooke. A könyv szerint ebben az időben a gyilkosságok hatására az emberek sokkal óvatosabbak lettek és növelték lakhelyük biztonságát. Tim Winton is szerepelteti 1991-es Cloudstreet című regényében. Estelle Blackburn 6 évet szentelt a Broken Lives életrajzi könyv megírásának. A könyv nagyon részletesen leírja Cooke életének és gyilkosságainak történetét.

## Fordítás
- Ez a szócikk részben vagy egészben  az   Eric_Edgar_Cooke című angol Wikipédia-szócikk fordításán alapul.  Az eredeti cikk szerkesztőit annak laptörténete sorolja fel. Ez a jelzés csupán a megfogalmazás eredetét és a szerzői jogokat jelzi, nem szolgál a cikkben szereplő információk forrásmegjelöléseként.